# Tricentra cnephodamus
Tricentra cnephodamus är en fjärilsart som beskrevs av Louis Beethoven Prout 1936. Tricentra cnephodamus ingår i släktet Tricentra och familjen mätare. Inga underarter finns listade i Catalogue of Life.